# Сліпун ланкійський
Сліпун ланкійський (Typhlops lankaensis) — неотруйна змія з роду Сліпун родини Сліпуни.

## Опис
Загальна довжина коливається від 10 до 13 см. Голова маленька й широка. Морда округла, з боку клиноподібна. Очі найкраще розвинені серед усіх сліпунів. Тулуб хробакоподібний з 20 рядками лусок по середині. На тілі також розташовано 226–261 подовжених лусочок.
Голова зверху й знизу кремового кольору. Забарвлення спини сірувато—коричневе, інколи зі світлою смугою. Черево білого або кремового кольору. Хвіст сірий.

## Спосіб життя
Полюбляє пухкі ґрунти, часто трапляється у місцинах біля морського узбережжя. Значну частину життя проводить під землею, риючи ходи. Активний вночі.
Це яйцекладна змія.

## Розповсюдження
Мешкає на о.Шрі-Ланка.